# Noatak
Amón, también conocido como Noatak, es el principal antagonista de la primera temporada de la serie de televisión: La Leyenda de Korra. Es el líder de los Igualitarios, un grupo radical que lucha por eliminar la supremacía de los "Maestros" en el control de los elementos (agua, fuego, tierra y aire). 
Su objetivo es lograr la "igualdad" al despojar a los maestros de sus poderes, utilizando una forma peligrosa y rara de control del agua llamada "sangre control", que manipula los movimientos de las personas a través de su sangre.
Su habilidad de eliminar los poderes de control era un engaño, ya que, solo los bloqueaba temporalmente mediante su habilidad de control de sangre.
A pesar de su enfoque principal en el control de sangre, Amón también es un hábil luchador físico. Se enfrenta a Korra en varios combates durante la serie, y su estilo de lucha es preciso y calculado.
Amón, usa una máscara que oculta su rostro y su identidad verdadera, lo que se convierte en una herramienta clave para su mito y su imagen pública. La máscara está diseñada para generar temor y misterio, reforzando su ideología y control sobre los seguidores de su movimiento igualitario.

## Historia

### Antecedentes
Noatak nació en la Tribu Agua del Norte, hijo de Yakone y su esposa, y hermano mayor de Tarrlok por tres años. Al crecer, él era un niño de buen carácter que siempre cuidaba de su hermano menor, y quería que todos fuesen tratados de manera justa y equitativa. 
Cuando Noatak y Tarrlok descubrieron que eran maestros agua, Yakone los entrenó despiadadamente para desarrollar sus habilidades. Cuando Noatak tenía diez años, Yakone llevó a sus hijos a un viaje de caza, lejos de su casa, donde les reveló su verdadera identidad, como un criminal de Ciudad República, y les explicó el poder de la sangre control. Alegando que su familia tenía la línea más fuerte de maestros sangre en la historia, y con la intención de hacer que sus hijos fueran los maestros sangre del más alto calibre, Yakone los entrenó cada luna llena para utilizar su Sangre Control en animales, como cabras, bueyes y lobos.  Deleitándose con su nuevo poder, Noatak había dominado la técnica única de Sangre Control psíquica de Yakone, para cuando tenía catorce años. Como prodigio del Sangre Control, llevó el peso de las expectativas de Yakone y con el paso de los años, se convirtió en frío y distante.   
Finalmente, Yakone ordenó a sus hijos a hacer sangre control entre sí, que Noatak hizo con gran facilidad, ignorando los gritos de dolor de Tarrlok. Cuando Tarrlok se negó a hacerle sangre control a Noatak, Yakone se puso furioso, llamándolo débil, y se dispuso a atacarlo como castigo. Sin embargo, Noatak defendió a su hermano haciendo sangre control a su propio padre, afirmando que Yakone, después de haber sido despojado de su Agua Control por el Avatar, era débil. Noatak entonces le pidió a su hermano a unirse a él para comenzar una nueva vida lejos de Yakone, pero Tarrlok se negó, argumentando que estaba preocupado por su madre, lo que provocó que Noatak estuviera de acuerdo con la opinión de su padre: que Tarrlok era débil. Salió corriendo a la tormenta de nieve, lo que hizo a Yakone y Tarrlok buscarlo en los próximos días, finalmente asumiendo que había muerto en la tormenta. 
En algún momento de su vida, Noatak descubrió que podía usar sus habilidades de sangre control para despojar a un maestro de sus poderes. Él asumió el alias de Amón y se convirtió en el líder de los igualitarios, una organización que lucha para librar al mundo de la opresión de los maestros hacia los no maestros. Para ganarse la simpatía, Amón afirmó que él nació en una pequeña granja de una familia pobre de los no maestros, y que estaban siendo extorsionados por un maestro fuego. Cuando su padre supuestamente se enfrentó a la juerga, él y el resto de su familia fueron asesinados, y el rostro de Amón fue herido, dejando cicatrices, lo que le obligó a esconderse detrás de una máscara desde entonces.

### Acelerando planes
Después de que el Avatar Korra anunció su traslado oficial a la República de la Ciudad durante una conferencia de prensa en el Ayuntamiento, Amón dijo a su segundo al mando, que la llegada del Avatar obligaría a acelerar sus planes. 
Más tarde, en una asamblea igualitarios llamada "La Revelación", Amón reveló su plan para erradicar el mundo de los maestros, ya que "sólo habían traído sufrimiento", y "eran la causa de todas las guerras de todos los tiempos". Amón se reunió con la simpatía de sus seguidores contando una historia de fondo falso, en el que su familia, perteneciente a los no maestros, fue extorsionada por un maestro fuego, y su cara quedó horriblemente llena de cicatrices. También afirmó que había sido elegido por los espíritus para marcar el comienzo de una nueva era de equilibrio al mundo, eliminando de forma permanente el poder de los maestros con el fin de hacer de la igualdad una realidad. 
Como una demostración de sus habilidades, Amón tenía a sus secuaces igualitarios deteniendo a varios miembros capturados, como los miembros de la Triple amenaza, junto con Bolin, amigo del Avatar, y procedió a quitarles los poderes uno por uno, empezando por el Fuego Control de Zolt el Relámpago. Sin embargo, antes de que finalmente pudiera purgar a Bolin de su Tierra Control, Korra orquestó una distracción, lanzando una cortina de vapor de agua en la habitación, lo que permitió a Mako rescatar a Bolin en la confusión resultante y que lograran escapar. Los hermanos y Korra montaron en Naga, siendo perseguidos por varios igualitarios, pero Amón les permitió escapar, señalando que el Avatar sería la persona perfecta para difundir la palabra acerca de su nueva capacidad de gran alcance.

### Conociendo al Avatar Korra
Antes de conocer oficialmente a Korra, Amón había hecho una impresión fuerte en ella con sus acciones, durante la manifestación por La Revelación. Sin saberlo, ella soñaba con pesadillas en las que le quita sus poderes. Después de ser proclamado enemigo público número uno por el Consejo de República Unidas, difundió un mensaje por radio a sus compañeros igualitarios, utilizando las acciones del Consejo como prueba de la naturaleza "opresiva" de los maestros. 
Después de que el concejal Tarrlok y Korra lideraron un equipo de trabajo que con éxito allanando un centro de formación de los igualitarios, Amón fue retado públicamente por el Avatar a un duelo a la medianoche en la isla Memorial de Aang sin la participación de la policía o bloqueadores chi. Sin embargo, Amón no llegó a tiempo, y tampoco vino solo. Así como Korra comenzó a salir de la isla, muchos ocultos igualitarios rodeaban el museo de la isla, donde fue rápidamente abrumada e incapacitada debido a una obstrucción de chi. Amón salió de las sombras y reveló que le permitiría mantener su poder, por el momento, afirmando que de lo contrario se convertiría en un mártir, así como todos los maestros de todas las naciones que se unan, a causa de su "muerte prematura". Sin embargo, advirtió a una Korra aterrorizada de "su destrucción" en su inevitable enfrentamiento final. Con esa declaración final, él procedió a noquear y huir con su grupo. 

### Atacando la arena de Pro-Control
En la víspera del duelo por el Campeonato Pro-Control, Amón exigió que el Consejo ponga fin al culto a los héroes de los atletas del control, obligando el cierre de la Arena Pro-control y la cancelación del torneo, amenazando con "graves consecuencias" si se niegan. El Consejo votó a favor de mantener abierta la arena, lo que Amón reveló ser parte de sus planes. Al concluir el partido del campeonato, Amón entró en la arena y despojo a los vencedores Tahno y el resto de su equipo de sus poderes. 
Mientras que sus igualitarios batían a miembros de la Policía Metal en las gradas con guantes electrificados, el líder revolucionario pronunció un discurso en el que condenó a maestros, utilizando el engaño de los ganadores como un ejemplo de su comportamiento abusivo. Además, afirmó que el destino del equipo ganador sería el mismo que el de todos los demás maestros.

### Una reunión familiar
Días después, Amón, acompañado por el teniente y un grupo de igualitarios, donde se encuentra a Tarrlok en su escondite en las montañas que rodean a Ciudad República. Al ser advertido de que era su tiempo para "igualar", el concejal se defendió usando sangre-control en sus atacantes. A pesar de que sus secuaces fueron dominados fácilmente por Tarrlok, la habilidad de Amón en la práctica le permitió resistir, mucho para el horror del concejal. Cuando se le preguntó lo que él era, en referencia a su capacidad para superar los efectos de la sangre-control, Amón simplemente respondió que era "la solución" y procedió a tomar los poderes de Tarrlok. 
Si bien él se encargó de Tarrlok, ordenó a sus compañeros igualitarios a recuperar a Korra, que estaba atrapada en el interior de una caja de metal en el sótano. Recordó a sus hombres a no subestimar el Avatar y les ordenó electrificar la caja, lo que la dejaría noqueada cuando la abrieran. Sin embargo, mientras él estaba subiendo a Tarrlok en la camioneta en la que habían llegado, Korra salió de la cabina, después de haber noqueado a los otros igualitarios. Al darse cuenta de Amón, disparó varias lanzas de hielo en su dirección, el líder igualitario eludió todas y dio una breve persecución, pero se detuvo cuando Korra hizo su escape deslizándose rápidamente por las laderas nevadas de la montaña. Cuando el teniente y los otros igualitarios se unieron a él, al ver al Avatar escapar, los regañó por haberla subestimado. 
Más adelante en su monólogo, Amón mencionó que el actual régimen tiránico de los maestros pronto sería reemplazado por "un gobierno igualitario". Para ello, planeó la eliminación de las artes de control en Ciudad República, su inicio ideal para igualar el tiempo del mundo entero. La declaración de la revolución que ha comenzado, él devastó el campo de juego central con una explosión programada antes de salir de la arena a través de la azotea en un dirigible. Embarcó en el zepelín, y escapó del ataque de fuego control del Avatar Korra y desapareció por completo. 

### Atacando Ciudad República
Amón observó el inicio de la batalla por Ciudad República desde un dirigible que flotó por encima de la metrópoli. Con el tiempo, su nave se encontraba en las inmediaciones de la sede de la policía donde Tenzin y el Equipo Avatar luchaban los mega tanques igualitarios. Después de Hiroshi Sato, quien estuvo presente a bordo de la aeronave con Amón, expresó su disgusto al ver a su hija luchando junto a maestros, el líder revolucionario le prometió que pronto tendría a su hija de vuelta. 
Esa noche, después de que toda la ciudad había caído, Amón llegó al Templo del Aire de la Isla, donde sus seguidores trajeron capturada a Lin Beifong. Él le ofreció la oportunidad de mantener sus poderes a cambio de información sobre el paradero de Korra, pero en su rechazo desafiante, Amón procedió a quitarle su control. 

### El Fin del Juego
Después de que los primeros habitantes habían huido, Amón transformó la Isla del Templo del Aire en su base de operaciones, y tenía sus seguidores a capturando a todos los maestros con el fin de despojarlos de sus poderes. Había fijado su residencia en la torre en la isla y lo utilizó como prisión provisional para Tarrlok. Habiendo sido testigo de Amón, al salir de la isla en un dirigible a bajar hacia la Arena Pro-Control, Mako y Korra entraron en la torre, donde Tarrlok reveló el trasfondo de Amón y su verdadera identidad como Noatak.
Con la ciudad bajo su control, Amón comenzó su discurso de la victoria en la arena por volver a contar su historia fabricada a partir de la manifestación del Apocalipsis. Sin embargo, fue interrumpido por Korra, quien lo llamó por su nombre verdadero y lo marginado como maestra agua que utiliza la habilidad ilegal de sangre-control llevar a la gente a inclinarse lejos en lugar de utilizar el regalo que le dieron los espíritus. Aunque su árbol genealógico fue revelado por el Avatar, Amón se mantuvo en calma y con confianza y refutó las acusaciones de Korra por quitarse la máscara, dejando al descubierto la cicatriz supone en la cara que le fue otorgado por un maestro fuego. 
Con el uso de maquillaje convincente para engañar al público, Amón logró devolver la pelota y hacer a Korra ser la mentirosa ante los ojos de sus seguidores. Cuando el Avatar y Mako estaban a punto de irse, Amón les instó a quedarse, dirigiendo su atención a Tenzin y sus hijos, que él había capturado. Con el objetivo de "limpiar al mundo de Aire Control", los invitó a bajar al escenario para tratar de detenerlo. Arrogante dando la espalda a la pareja a la cara de Tenzin, se vio obligado a saltar fuera de la trayectoria del ataque relámpago de Mako. A pesar de que fue capaz de evitar explosiones fácilmente de Mako, los golpetazos de aire que Tenzin lanzó contra él fueron demasiado, y fue arrojado fuera del escenario. 
Amón se recuperó rápidamente y se fue después de Korra y Mako, que actuaban como una distracción para que Tenzin y su familia huyeran. Los encontró en una de las salas de almacenamiento de la arena y los sometió fácilmente con su sangre-control, en la creencia de que estaban solos, sin testigos. Sin embargo, después de quitarle el poder a Korra, Amón se da cuenta de que su teniente había sido testigo de todo el asunto. Al ser denunciado como un traidor por su segundo al mando, Amón se vio obligado a defenderse por sí mismo, utilizando su sangre-control para detener fácilmente el ataque y envió a su teniente volando hacia una pila de tablas de madera. La distracción proporcionada por Mako con el tiempo que se necesita para cargar un ataque relámpago, le permite inmovilizar Amón para que pudiera tomar a Korra y escapar. Sin embargo, Amón los persiguió rápidamente y volvió a utilizar su sangre-control con eficacia para detenerlos. 
Se dispuso a quitarle los poderes a Mako, reflexionando sobre el hecho de que nadie había sido capaz de sacar lo mejor de él, y que era casi una vergüenza para tomar los poderes de alguien tan talentoso. Con su atención alejados de la derribada y aparentemente impotente Korra, Amón fue cogido completamente por sorpresa cuando, al ver en peligro Mako, de repente abrió su Aire Control y la usó para golpearlo lejos del maestro fuego. A medida que desató una andanada de ataques aéreos sobre él, arrojándolo por el pasillo, se recuperó brevemente la delantera con sangre-control. Korra, sin embargo, logró romper su dominio sobre ella, le voladura de una ventana en el puerto de abajo con un tiro de aire, donde comenzó a hundirse rápidamente en el mar después de perder el conocimiento. 
Sin darse Cuenta de que el agua había lavado de la cicatriz falsa, Amón recobra el conocimiento bajo el agua y rápidamente utiliza su agua control para salir del mar y así no ahogarse, exponiendo sus habilidades de Agua Control a sus seguidores que estaban afuera. Al darse cuenta de que había perdido toda su influencia y seguidores, escapo, dejándose caer de nuevo en el agua para evitar el bombardeo de Mako. Se las arregló para hacer su camino de regreso al Templo del Aire, dónde expresó su pesar a su hermano Tarrlok por lo que había hecho con él, y una vez más le ofreció la oportunidad de salir con él, para que pudieran empezar una nueva vida juntos, ya él era todo lo que quedaba en el mundo. Los dos hermanos adquirieron una lancha rápida y se dirigieron fuera de Ciudad República, viajando a través del Mar Mo Ce. Amón expreso su alegría de estar juntos como una familia otra vez, y admitió que casi había olvidado el sonido del nombre con que nació. Mientras conducía la barca, el derrotado Revolucionario derramó una lágrima al escuchar que su hermano le aseguro que sería como en los viejos tiempos, antes de que Tarrlok utilizara uno de los muchos guantes eléctricos que había en la barca, para encender el tanque de combustible. La explosión resultante formó una nube de humo grande, visible desde lejos, matando a ambos.

## Poderes y Habilidades
Poderes:
- Agua control: Al final de la serie se revela que Amón/Noatak es un maestro agua, y que fue entrenado desde muy joven para dominar este arte.

- Sangre Control: Su agua control se extiende hasta la sangre control, poder que heredó de su padre Yakone, quien le entrenó desde muy joven para poder usarlo, no solo en la luna llena sino también en cualquier otro momento. Él es capaz de usar su sangre control con solo el pensamiento, al igual que su padre (Sangre Control psíquica).

Habilidades:
- Artista marcial: Amón ha demostrado ser un luchador muy hábil. Su agilidad superior le permite maniobrar con gracia en la medida que es capaz de esquivar rayos, incluso a corta distancia.

- Resistencia a la sangre control: Debido a que es un maestro sangre, puede resistir la misma.

- Liderazgo: Amón ha demostrado ser un líder natural, capaz de dirigir y conseguir la lealtad y confianza de las personas aun con mentiras.